# コブラ (詩)
コブラ（cobla）とは、トルバドゥールの芸術様式で、オック語抒情詩のスタンザ（詩節、連）のこと。

## 概略
通常、コブラは単独で成立するものではないが、元々の詩の中で生き残ったのが1つあるいは2つのコブラだったという例は多い。歌の中の各コブラは普通同じメロディで歌われるが、別の旋律がつけられたもの（通作歌曲形式）も2、3ある。

## さまざまなコブラ
- cobla esparsa - 単独で成立する場合[1]。
- coblas alternadas - スタンザは同じ押韻構成だが実際の響きが異なる場合。
- coblas capcaudadas - あるコブラの最後の押韻の響きが次のコブラの最初のものになる場合。
- coblas capfinidas - あるコブラの最後の押韻された語が次のコブラの最初に現れる場合。
- coblas unissonans - 押韻構成と押韻の響きがそれぞれのコブラで同一の場合。
- coblas singulars - 押韻構成は変わらないが、響きは1つのコブラごとに異なる場合。
- coblas doblas - 押韻構成は変わらないが、響きは2つのコブラごとに異なる場合。
- coblas ternas - 押韻構成は変わらないが、響きは3つのコブラごとに異なる場合。
- coblas retrogradadas - 押韻がアルゴリズムに合わせて位置が変わる場合[1]。
- cobla exchange（交換コブラ）とは、1人のトルバドゥールが書いたコブラに別のトルバドゥールがお返しのコブラを書くという、テンソやパルティマンの1形式である。cobla exchangeはそれ自体を1つのジャンルに、あるいは短いテンソの1タイプに、他者への返事が書かれることが起きうるcobls esparsasに見なすかで、議論の対象となっている。
- Cançoneret de Ripoll（14世紀中頃に作られたカタルーニャ＝オック語の短いシャンソニエ）は、封臣・恋人・忠義を結びつけたcobles d'acuyndamensとジレンマを述べるcobles de qüestionsの間で区別される。
- acuyndamentumは、中世カタルーニャで封臣・忠義を特別に結びつけたものである。